# Nicky Evrard
Nicky Evrard, née le 26 mai 1995 à Zottegem en Belgique, est une footballeuse internationale belge qui joue au poste de gardienne de but au PSV Eindhoven.

## Biographie

### En club
Elle débute au Racing Strijpen puis est transférée au SK Munkzwalm. Elle joue ensuite à La Gantoise.
En 2015, elle obtient le Sparkle, récompensant la meilleure gardienne évoluant en Belgique.
En 2017, elle est transférée au FC Twente en Eridivisie, elle y joue deux saisons et remporte le Championnat des Pays-Bas féminin de football 2018-2019.
En juillet 2019, elle annonce son départ pour l'Espagne au Sporting Huelva. Début janvier 2020, elle revient en Belgique à La Gantoise.
En 2023, Nicky Evard devient la première gardienne de but à remporter le Soulier d'or.
Le 6 mars 2023, Nicky Evrard officialise son transfert à Chelsea pour la saison 2023-2024.
Le 14 septembre 2023, Nicky Evrard est prêtée à Brighton & Hove Albion,,.
En 2024, elle retourne à Chelsea. Blessée, Nicky Evrard voit son prêt à Brighton s'arrêter.

### En équipe nationale
Le 20 juin 2022, elle est sélectionnée par Ives Serneels pour disputer l'Euro 2022. Elle s'illustre en arrêtant un penalty de Wendie Renard contre la France lors de la phase de groupes avant d'être élue joueuse du match à l'issue du quart de finale perdu contre la Suède,.
Le 6 février 2023, la Belge est sélectionnée par Ives Serneels pour disputer la Arnold Clark Cup 2023. Cette dernière étant un tournoi de football féminin sur invitation organisé par la Fédération anglaise de football.

## Palmarès
- Championne des Pays-Bas (1) : 2019
- Vainqueur de la Coupe de Belgique en 2017

 Équipe de Belgique
- Pinatar Cup (1) :
  - Vainqueur : 2022.

## Récompenses
- Sparkle 2015
- Soulier d'or 2022